# 발레리 하를라모프
발레리 보리소비치 하를라모프(러시아어: Вале́рий Бори́сович Харла́мов, 1948년 1월 14일 ~ 1981년 8월 27일)는 소련의 아이스하키 선수이다. 포지션은 레프트윙으로 소비에트 챔피언십 리그의 CSKA 모스크바에서 선수 생활을 보냈다. 체구가 작았지만 빠른 속도와 지능적인 플레이, 뛰어난 기술로 경기를 지배한 선수로 평가받았다. 그는 역대 최고의 아이스하키 선수이자 당대 최고의 선수 중 한 명으로 간주된다.
국제 대회에서는 소련 국가대표로 활동했고, 올림픽에 3번 참가하여 금메달 1개와 은메달 1개를 획득했다. 세계 아이스하키 선수권 대회에는 11회 참가하여 금메달 8개, 은메달 2개, 동메달 1개를 획득했으며, 1972년과 1976년에 캐나다 대표팀과의 정기 국제 경기인 서밋 시리즈에 참가했다. 그는 대부분 국제 대회에서 블라디미르 페트로프와 보리스 미하일로프와 함께 소련의 공격진을 책임졌으며, 이 3인방은 아이스하키 역사상 최고의 조합 중 하나로 간주된다.
선수 생활 도중인 1981년에 교통 사고로 사망한 후 국제 아이스하키 연맹 명예의 전당, 하키 명예의 전당, 러시아 하키 명예의 전당에 헌액되었으며, IIHF 100주년 올스타팀의 일원으로 선정되었다. 아이스하키에는 그의 이름을 딴 상들이 존재하며 대표적으로 하를라모프 트로피는 현역 선수가 선정하는 내셔널 하키 리그(NHL) 최고의 러시아 국적 선수에게 매년 수여되고 있다. 또한 하를라모프컵은 러시아 주니어 하키 리그 플레이오프 우승팀에게 주는 우승컵의 이름이 되었으며, 콘티넨탈 하키 리그(KHL)에는 그의 이름을 딴 디비전인 "하를라모프 지구"가 존재한다.